# Майор и малютка
«Майор и малютка» (англ. The Major and the Minor) — комедийный фильм режиссёра Билли Уайлдера, снятый в 1942 году с Джинджер Роджерс и Рэем Милландом в главных ролях. Сюжет основан на пьесе Эдварда Чайлдса Карпентера. Лента получила премию Национального совета кинокритиков США за лучшую актёрскую работу (Джинджер Роджерс и Диана Линн).
Слоган фильма: «Is She A Kid — Or Is She Kidding?» (Она — ребёнок или ребячится?).

## Сюжет
Сюзан Эплгейт, целый год без особого успеха искавшая работу в Нью-Йорке, решает, наконец-то, уехать домой — в штат Айова. Но у неё не хватает денег даже на билет. Говорят, голод заставляет лучше думать — она говорит, что ей 12 лет, чтобы купить билет за полцены. Но контролёров в поезде не обманешь. Тогда Сьюзен прячется в купе военнослужащего майора Филипа Кирби. Майор очень близорук и верит всему, что она говорит. Но Сьюзан не злоупотребляет его доверием, а влюбляется без памяти. И решает ни за что не оставлять любимого. Но у того есть невеста, да и Сьюзен он всё ещё считает 12-летней «Сю-Сю»…

## Съёмки и выход
Съёмки фильма проходили с 12 марта 1942 по 9 мая 1942.
В США фильм впервые был показан 16 сентября 1942 года. Через полгода — 29 марта 1943 года — его увидела Швеция. Ещё через восемь месяцев — 19 ноября 1943 года — Португалия.

## В ролях
- Джинджер Роджерс — «Сю-сю» (Сьюзен) Эплгейт
- Рэй Милланд — майор Филип Кирби
- Рита Джонсон — Памела Хилл
- Роберт Бенчли — Альберт Осборн
- Диана Линн — Люси Хилл
- Эдвард Филдинг — полковник Оливер Слэтер Хилл
- Фрэнки Томас — кадет Осборн
- Рэймонд Роу — кадет Энтони Уайтон
- Чарльз Смит — кадет Корнер
- Ларри Нанн — кадет Бэбкок
- Билли Доусон — кадет Миллер
- Лила Роджерс — миссис Эплгейт
- Стэнли Эндрюс — кондуктор (в титрах не указан)